# W. S. Penley
William Sydney Penley (St. Peters, Kent, 1851. november 19. – St. Leonards, 1912. november 11.) angol színész, énekes és humorista, aki korai sikert aratott Gilbert és Sullivan Trial by Jury című színdarabjában, Foreman kis szerepében. Később nagyobb hírnevet szerzett az igen sikeres Brandon Thomas bohózat, a Charley nénje producereként és címszereplőjeként, valamint Robert Spalding tiszteletesként Charles Hawtrey A magántitkár című bohózatának számos produkciójában.
Penley 1871-ben kezdte színpadi karrierjét bohózatban, és hamarosan zenés színházban is fellépett. 1875-től a Trial by Jury több sorozatában is feltűnt, s nagy benyomást keltett, amikor helyettesítette az esküdtszék elnökét. A következő évtizedben folyamatosan előtérbe került operettek és viktoriánus burleszkek karakterszerepeiben, ezek közül többen játszott a Royal Strand Színházban és más londoni színházakban. 1879-ben Sir Joseph Porter fő komikus szerepeként turnézott a HMS Pinafore-ban, 1880-ban pedig az Amerikai Egyesült Államokba látogatott.
1883-ban Pelikán testvérként aratott nagy sikert a Falkában, a következő évben pedig jött a The Times által „első diadalnak” nevezett, Spalding szerepében A magántitkár című darabban, amit többször is megismételt. 1892-ben Penley alakította a Charley nénje című komédia címszerepét, amely rekordot döntött 1466 londoni előadással, valamint a darab felújításával. 1901-ben visszavonult a színpadtól, és 1907-ig a Great Queen Street Theatre-t irányította. A The Church Family Newspaper egyik tulajdonosa is volt.

## Pályafutása

### Korai évek
William George Robinson Penley (1823–1903) iskolamester és első felesége, Emily Ann, Wooton, Walter Pilcher özvegye egyetlen fiaként született. Bár Penley rokonai között volt Aaron Edwin Penley festő is, családja közelebbi kapcsolatban állt a színházzal. Dédapja, William (1773–1838), a Drury Lane komikusa volt az első a színházi vonalban, amelyben Sampson (1792–1838) a windsori Theatre Royal színész-menedzsere és Thomas Turpin Belville (1805–1805) szerepelt. 93), színházigazgató Bathban. Penley apja iskoláiban tanult – először a St Peters-i Grove House-ban, majd Londonban, ahol apja egy City of Westminster-i iskolába költözött. A Chapel Royal a Westminsteri apátság kórusa volt. Miután egy városi kalapos cégnél tanult, csatlakozott a Copestake, Moore, Crampton & Co, a nagykereskedelmi drapériák és kereskedők munkatársaihoz. A The Times-ban megjelent nekrológja azt feltételezte, hogy Penley pályafutását megszakíthatta a komoly gazdasági vállalkozáshoz nem illő, fékezhetetlen humorérzéke.
Húszévesen, 1871-ben debütált színpadon a londoni Court Theatre-ben Tim, a portás szerepében, John Maddison Morton bohózatának, a My Wife's Second Floornak a felújításában. A következő évben T.F. Plowman Zampa című burleszkjében szerepelt a Courtban, majd a Holborn Színházban Hervé Doktor Faust című operettjében játszott. A Zampában szerepelt Selina Dolaro is, akinek a Penley társulata Richard D'Oyly Carte vezetése alatt csatlakozott a londoni Royalty Theatre-ben, és turnézott 1875-ben. Ő játszotta a két közjegyző egyikét Offenbach La Périchole című művében, és szerepelt a kísérődarabban, Gilbert és Sullivan Trial by Jury című művében. Ugyanezen év novemberében az esküdtszék elnökévé „léptették elő” az utóbbi munkában, amikor az visszatért a jogdíjhoz. Abban a részben folytatta, amikor az opera egy másik turnén, illetve Londonban, az Opera Comique-ban és a Royal Strand Színházban játszott 1876–77-ben. Penley-t a kis szerep fontos kiegészítőjének tartották képlékeny komikus vonásaival.
1876-ban egyre nagyobb szerepet kapott Offenbach Geneviève de Brabant és Madame l'archiduc című filmjében, valamint W.S. Gilbert és Frederic Clay Toto hercegnő című komikus operájában. Az utolsót a Strandben rendezték meg, ahol Penley három évig maradt Ada Swanborough irányítása alatt, és többnyire burleszkben szerepelt. 1879. március 22-én feleségül vette Mary Ann Ricketset, egy marhakereskedő lányát; három fiuk és három lányuk született.
1879-ben, a Royaltyben Penley Grindert alakította B.C. Stephenson és Arthur Sullivan The Zoo című filmjének felújításáben egy olyan törvényjavaslatban, amelyben a gonosz Jellicoe-t is alakította George R Sims Mankó és fogpiszkálójában. Ezután újra csatlakozott a D'Oyly Carte-hoz, ahol Sir Joseph Portert játszott a HMS Pinafore-ban egy turnén 1879-ben. A The Era című színházi újság ezt mondta róla: „Úgy tűnik, Mr. W.S. Penleyt a természet és a művészet egyaránt az »Első Nagyúr« megterhelő részének tervezte, akinek »hivatalos« megnyilatkozásai gúnyos méltóságát Mr. Penley pompásan kiemeli.” 1880 márciusában feltűnt a londoni Gaiety Theatre-ben Matthew Popperton szerepében az extravagáns La voyage en Suisse című darabban, a Hanlon-Lees komikus akrobatikus társulattal. Amikor a társulat az Egyesült Államokba ment, Penley elkísérte őket. 
1882 júliusában ismét feltűnt Londonban a régi Globe Theatre-ben Bedford Rowe-ként a The Vicar of Bray-ben és a Comedy Theatre-ben 1882 októberében Derrick Van Slousként a Rip Van Winkle-ben. Továbbra is egyre fontosabb szintekre emelkedett, Pelikán testvérként aratott nagy sikert a Falkában (1883), és 1884-ben megérkezett a The Times „első diadalának” nevezett Robert Spalding tiszteletes a Globe Theatre magántitkára című filmben. Herbert Beerbohm Tree utóda lett a szerepben, és sok éven át híres volt az alakításáról.
Penley 1891-ben csatlakozott újra a D'Oyly Carte Opera Companyhoz, és Punkát, Chutneypore Rajah-ját alakította a The Nautch Girlt a Savoy Theatre-ben, míg Rutland Barrington kilépett a szerepből, hogy Jessie Bonddal turnézzon. Barrington még abban az évben visszatért a társulathoz, és Penley a nem zenés színházban folytatta pályafutását.

### ACharley nénjeés a későbbi évek

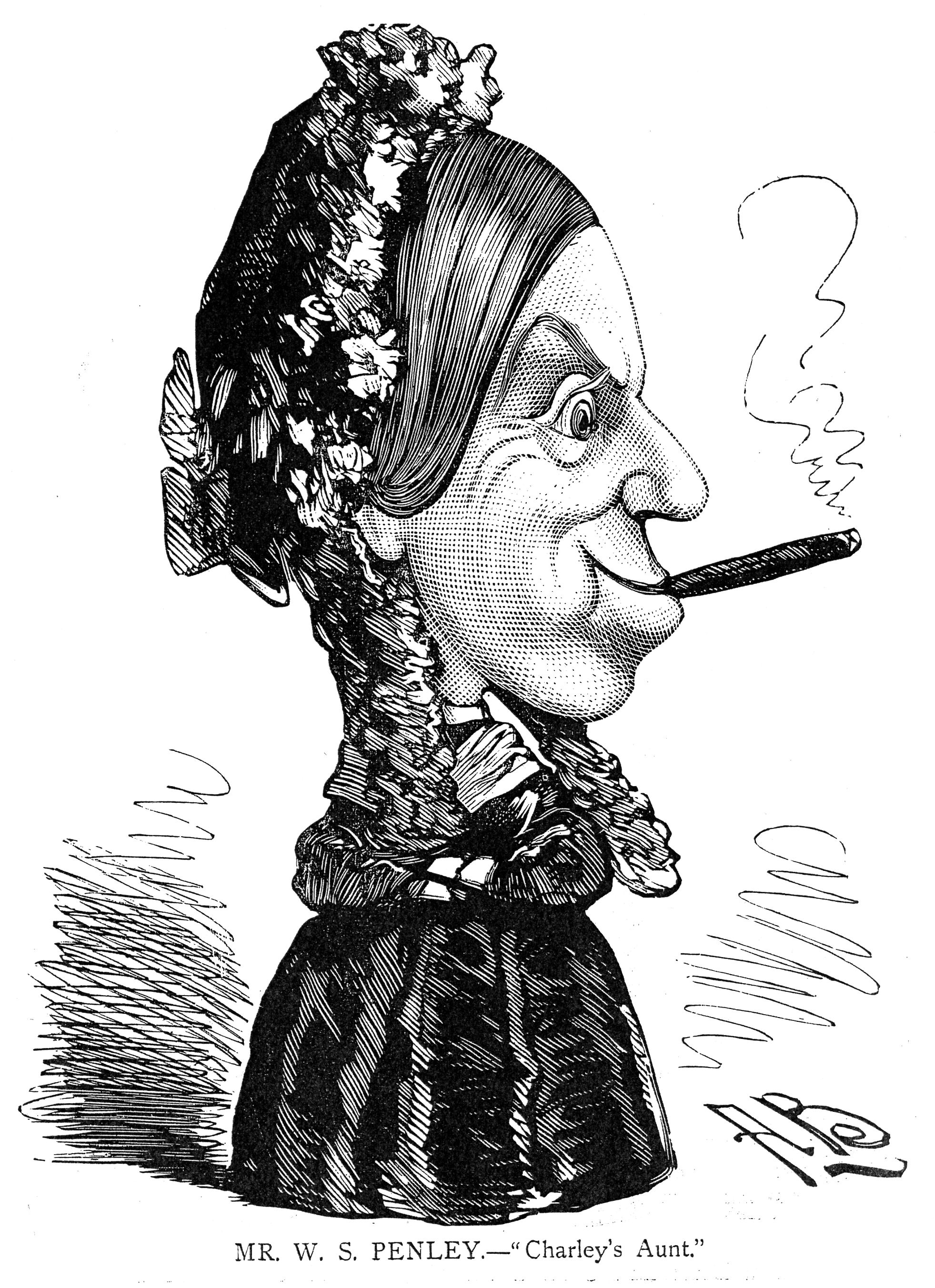
Penley mint az eredeti Charley nénje, Alfred Bryan karikatúrája

1892. február 29-én Penley színre állította a Charley nénje című bohózatot a Theatre Royalban, Bury St. Edmundsban, Lord Fancourt Babberley szerepében (aki vonakodva egy gazdag brazil özvegynek adja ki magát). Brandon Thomas egyenesen Penley számára írta a darabot. Később összevesztek, és bírósághoz fordultak, hogy a cselekményből mennyi volt Penley, és nem Thomas ötlete. Penley 1894-ben azt mondta egy újságírónak: „A darab az én ötletem volt, csak Brandon Thomas írta meg. Később lementünk vidékre és ott a színpadra szabtuk.” A videki produkció sikeres volt, és Penley 1892 decemberében Londonban, a Royalban színpadra állította a darabot, majd 1893-ban átkerült a nagyobb Globe-ba. A Charley nénje példátlan siker lett, 1466 londoni fellépéssel indult, ami évtizedekig tartó rekord. Az eredeti sorozat végül 1896 decemberében ért véget, de a darabot többször is felújították. A The Times megjegyezte, valószínű, hogy bár „a hosszú színen tartás megtöltötte a zsebeit, az megtörte az erejét”. Penley utolsó új szerepe az excentrikus Lord Markham volt Mark Ambient és Wilton Heriot A Little Ray of Sunshine című vígjátékában, amelyben 1898 májusától turnézott, és 1899 januárjában nyitotta meg kapuit a Royalban.
1900-ban Penley újjáépítette a londoni Novelty Theatre-t, átkeresztelve Great Queen Street Theatre-re. Még abban az évben szerepelt a The Private Secretary meg a Charley nénje felújításában, és 1901-ben visszavonult a színészettől. 1907-ig irányította a Great Queen Street Theatre-t. Penley szabadkőműves volt, korai tagja lett a Green Room Lodge-nak (a Green Room Clubhoz kapcsolódó páholy), valamint a Savage Club Lodge-nak, amely szorosan kapcsolódik a Savage Clubhoz. A Church of England elkötelezett tagja volt, és a The Church Family Newspaper egyik tulajdonosa volt.
Nyugdalomba vonulása után először Wokingben, majd Farnhamben, végül pedig St Leonards-on-Sea-ben telepedett le, ahol életrajzírója, John Parker szerint „csendes vidéki életet” élt. Két hónapig tartó betegség után, 61 évesen halt meg St Leonards-i otthonában. A Hastings Borough temetőben nyugszik.

## Fordítás
- Ez a szócikk részben vagy egészben  a   W. S. Penley című angol Wikipédia-szócikk ezen változatának fordításán alapul.  Az eredeti cikk szerkesztőit annak laptörténete sorolja fel. Ez a jelzés csupán a megfogalmazás eredetét és a szerzői jogokat jelzi, nem szolgál a cikkben szereplő információk forrásmegjelöléseként.